# Fanny
Fanny — американський жіночий рок-гурт початку–середини 1970-х років, один із перших жіночих рок-гуртів, який досяг комерційного успіху та визнання критиків.
Гурт заснували гітаристка Джун Міллінгтон та її сестра — басистка Джин Міллінгтон, які грали разом із часу переїзду з Філіппін до Каліфорнії на початку 1960-х років. Після виступів гурту в кількох варіаціях складу вони зацікавили продюсера Річарда Перрі, який у 1969 році сприяв тому, що лейбл Reprise Records підписав їх як Fanny. Гурт разом записав чотири альбоми до того, як Джун Міллінгтон покинула групу, що призвело до розколу початкового складу. Після запису в 1974 році останнього альбому (Rock and Roll Survivors) Fanny розпалися в 1975 році. Сестри Міллінгтон продовжували грати музику разом після розриву, а з колишньою барабанщицею Брі Говард-Дарлінг у 2018 році створили спіноф гурт Fanny Walked the Earth.
Група отримала визнання критиків за відмову від типового стилю жіночих гуртів того часу. Пізніше такі гурти, як The Go-Go's, The Bangles і The Runaways, визнавали ключовий вплив Fanny на власну творчість.

## Історія
Сестри Джун і Джин Міллінгтон переїхали з родиною з Філіппін до Сакраменто, штат Каліфорнія, в 1961 році. Вони почали разом грати музику на укулеле, що допомогло їм знайти друзів. У середній школі вони створили повністю жіночий гурт Svelts із Джун на гітарі, Джин на бас-гітарі, Адді Лі на гітарі та Брі Брандт на барабанах. Брандт покинула гурт заради шлюбу й пізніше її замінила Еліс де Бур.
Пізніше Лі та де Бур створили ще один жіночий гурт — Wild Honey, до якого згодом приєдналися й сестри Міллінгтон. Wild Honey грали кавери виконавців із Motown і з часом переїхали до Лос-Анджелеса. Розчаровані відсутністю успіху та поваги на рок-сцені, де домінують чоловіки, Wild Honey вирішили розпуститися після останнього виступу з відкритим мікрофоном у клубі Troubadour у Лос-Анджелесі в 1969 році. На цьому концерті їх помітив секретар продюсера Річарда Перрі, який шукав для наставництва повністю жіночий рок-гурт.
Перрі переконав представників Warner Bros. Records, аби їхня дочірня компанія Reprise Records підписала контракт з гуртом, який ще називався Wild Honey. Таким чином гурт отримав контракт навіть без прослуховування. Warner Bros. надала гурту орендований на Мармонт Лейн поблизу бульвару Сансет особняк, який раніше належав Геді Ламар. Перед записом свого першого альбому гурт також найняв клавішницю Нікі Барклай та залучили колишню учасницю Svelts Брі Брандт.
Пізніше гурт був перейменований у Fanny, але без сексуального підтексту, а лише для позначення жіночого духу. До початкового складу увійшли Джун Міллінгтон (гітара), Джин Міллінгтон (бас), Еліс де Бур (ударні), Нікі Барклай (клавішні), Брі Брандт (вокал та перкусія). Але невдовзі Перрі звільнив Брандт, тому що він хотів, щоб гурт складався з чотирьох учасниць, як Beatles. Сестри Міллінгтон і Барклай співали основні вокальні партії, але де Бур іноді теж була головною вокалісткою в деяких композиціях пізніших альбомів.
Перрі cпродюсував перші три альбоми гурту, починаючи з альбому «Fanny» 1970 року. Завдяки зв'язку Перрі з Reprise Records Барклай запросили в тур із Джо Кокером як бек-вокалістку. Кавер гурту на пісню Cream «Badge» з першого альбому багато крутили на радіо. Другий альбом «Charity Ball» вийшов наступного року. Його заголовний трек посів 40 місце в чарті Billboard Hot 100. Учасниці Fanny також працювали як сесійні музикантки та грали на альбомі Барбри Стрейзанд «Barbra Joan Streisand» 1971 року.
У гурту з'являлися відомі шанувальники. Девід Бові надіслав Fanny лист із захопливим відгуком про їхню творчість і запрошенням на вечірку після концерту, де він продемонстрував їм техніку пантоміми. З молодим звукоінженером Леслі Енн Джонсом Fanny гастролювали в усьому світі, виступаючи зі Slade, Jethro Tull і Humble Pie, і здобули широку популярність у Великій Британії. У статті 1971 року в «Sounds» зазначалося: «здається, що сьогодні Fanny є гуртом підтримки для всіх». Гурт кілька разів виступав на телебаченні під час турів, зокрема в програмах: The Sonny and Cher Show, American Bandstand, The Old Grey Whistle Test і Beat-Club.
У запису третього альбому гурту, «Fanny Hill» (1972), крім Перрі, брав участь інженер Beatles Джефф Емерік. Він включав кавери на «Hey Bulldog» Beatles і «Ain't That Peculiar» Марвіна Гея. В запису «Ain't That Peculiar» брав участь постійний саксофоніст Rolling Stones Боббі Кіз, і цей трек вийшов як сингл, досягнувши № 85 у Billboard Hot 100. Другий сайдмен Stones Джим Прайс також грав на духових на альбомі. У журналі «Rolling Stone» вийшла захоплена рецензія на альбом, де вихвалялися музичні здібності групи та особливо вміння Джун Міллінгтон грати партії як соло-гітари, так і на ритм-гітари.
Їх четвертий альбом, «Mothers Pride» (1973), був спродюсований Тоддом Рандґреном. До моменту виходу «Mothers Pride» Джун відчувала себе обмеженою форматом групи. Звукозаписний лейбл наполягав, щоб вона носила конкретний дизайнерський одяг і дотримувалась гардрокового іміджу, чому вона чинила опір. Також вона регулярно конфліктувала з Барклай. Отже, Джун вирішила покинути гурт, пізніше сказавши, що «мені потрібно було зрозуміти, хто я така». Вона переїхала до Вудстока, штат Нью-Йорк, щоб вивчати буддизм, але наполягла на тому, щоб група продовжувала працювати без неї.
Еліс де Бур також залишила Fanny, її замінила колишня учасниця гурту Брі Брандт. Патті Кватро (сестра Сюзі Кватро) замінила Джун Міллінгтон на гітарі. У цьому складі гурт підписав контракт із Casablanca Records і випустив у 1974 році свій останній альбом — «Rock and Roll Survivors». Перший сингл — «I've Had It» — досяг 79 місця в Billboard Hot 100. Брандт покинула групу незабаром після завершення запису альбому, коли вийшла заміж за композитора Джеймса Ньютона Говарда, і її на короткий час замінила Кем Девіс. Наприкінці 1974 року покинула гурт і Барклай, вважаючи, що без Джун він «не працює». Другий сингл — «Butter Boy» — був написаний Джин про Девіда Бові й став найуспішнішим хітом Fanny, досягнувши 29 місця в Billboard Hot 100 в квітні 1975 року, але на момент виходу синглу гурт уже розпався.

## Подальша діяльність
Після розпаду, в 1975 році, сестри Міллінгтон зібрали новий склад Fanny для короткого туру, хоча старий матеріал Fanny не грали. Зрештою цей склад перетворився на новий жіночий гурт L.A. All-Stars, який викликав певний інтерес з боку звукозаписних лейблів, тільки з умовою, що група гастролюватиме під назвою Fanny та гратиме лише старі пісні Fanny, але Джун виступила проти цього.
Згодом Джун випустила три сольні альбоми у 1980-х роках і була продюсером таких виконавців, як Голлі Нір, Кріс Вільямсон і Bitch and Animal. Вона керує Інститутом музичного мистецтва — некомерційною організацією, що підтримує дівчат і жінок у музиці. Джин деякий час була одружена з гітаристом Бові Ерлом Сліком, а пізніше стала травницею. Сестри Міллінгтон продовжували записуватись разом, наприклад, на альбомі 2011 року «Play Like a Girl», що вийшов на лейблі Джун Fabulous Records.
Нікі Барклай випустила сольний альбом «Diamond in a Junkyard» у 1976 році, після чого пішла з музичної індустрії.
Еліс де Бур працювала у відділі маркетингу кількох великих звукозаписних лейблів і просувала Go-Go's, на яких вплинула музика Fanny. Також вона співпрацювала з Real Gone Music щодо перевидання альбомів гурту.
Патті Кватро продовжувала працювати сесійною музиканткою зі своєю сестрою Сузі та брала участь у перевиданні матеріалу ранньої групи сестер Кватро Pleasure Seekers.
Брі Брандт, пізніше знана як Брі Говард-Дарлінг, а зараз як Брі Дарлінг, продовжила музичну кар'єру, очоливши гурти American Girls, які випустили один альбом у 1986 році, та Boxing Gandhis, які випустили чотири альбоми, починаючи з середини 1990-х. Вона також знімалася у фільмах (наприклад, «Андроїд» 1982 року) та є матір'ю «подружки Playboy» Бренді Брандт. Кватро та Брандт гастролювали з Electric Light Orchestra та з'явилися в альбомі «A New World Record» у 1976 році.
У 2002 році Rhino Records випустила обмежене видання бокс-сету з 4 компакт-дисків «First Time in a Long Time», до якого увійшли перші чотири студійні альбоми Fanny разом із концертними записами, ауттейками та рекламними матеріалами. 20 квітня 2007 року в Музичному коледжі Берклі відбувся виступ-возз'єднання за участю сестер Міллінгтон і де Бур (Барклай відмовилася брати участь через стан здоров'я), де учасниці гурту здобули нагороду ROCKRGRL «Доблесні жінки» (англ. Women of Valor) за свої досягнення. Перші чотири оригінальні альбоми Fanny доступні на Real Gone Records з оновленими анотаціями, зображеннями та новими міксами.
У 2016 році Брі Говард приєдналася до «живого» виступу сестер Міллінгтон. Це надихнуло на створення нового гурту під назвою Fanny Walked the Earth. У березні 2018 року вийшов альбом під назвою «Fanny Walked the Earth». Цей альбом став першим спільним записом Джун, Джин і Брі за майже 50 років.
У 2021 році вийшла документальна стрічка про гурт — «Fanny: Право на рок» (англ. Fanny: The Right to Rock), знята Боббі Джо Гартом. А 20 травня 2023 Fanny виступили в садах Єрба-Буена (англ. Yerba Buena Gardens).

## Музичний стиль і спадщина
Хоча Fanny не були першим суто жіночим рок-гуртом, який підписав контракт із великим лейблом (тут першопрохідцями були Goldie and the Gingerbreads і The Pleasure Seekers), вони були першими, хто випустили альбом на мейджор-лейблі, та одними з перших, хто потрапили в топ-40 Billboard Hot 100.
На музику Fanny вплинули The Beatles і Funk Brothers — сесійний гурт Motown Records.
Учасниці гурту опирались пропозиціям звукозаписної компанії одягатися в типовому стилі жіночої групи або підкреслювати будь-яку сексуальну привабливість, і регулярно репетирували, бажаючи заробити репутацію власними музичними талантами. Пізніше Джин кказала, що Fanny потрібна була активна концертна діяльність, щоб змінити думку аудиторії про те, що жінки не можуть добре грати рок. Джун додаввала: «Ми знали, що маємо довести, що можемо грати та виступати наживо. Інакше ніхто б не повірив». Гурт був успішнішим у Великій Британії та Європі, де публіка цінувала їхню музику та поважала їхню роботу, ніж у США. Де Бур була розчарована, виявивши, що деякі керівники звукозаписних компаній просто розглядали Fanny як жарт, який не слід сприймати всерйоз. Промоутер Білл Грем не хотів давати групі місце хедлайнерів на концертах, побоюючись, що гурт розпадеться, оскільки учасниці вийдуть заміж та народять дітей. Під час гастролей фанатки запитували учасниць Fanny, як створити гурт. Пізніше жіночі гурти, такі як The Runaways і The Bangles, назвали Fanny ключовим впливом.